# Serment du Grütli
Ne doit pas être confondu avec Pacte fédéral.
Le serment du Grütli, qui aurait eu lieu en 1307 selon la tradition, est un mythe fondateur de la Suisse de caractère légendaire dont la première trace écrite se trouve dans le livre blanc de Sarnen datant d’environ 1470. Ce mythe est souvent associé au pacte fédéral d’alliance perpétuelle de 1291 entre les communautés d’Uri, de Schwytz et d’Unterwald, qui pour sa part est historique.
Tel que le raconte la légende, il se déroula sur la prairie du Grütli (ou Rütli), qui domine le lac des Quatre-Cantons, et rassembla les hommes libres des vallées d’Uri, de Schwytz et d’Unterwald, notamment représentés par les trois Confédérés Arnold de Melchtal, Walter Fürst et Werner Stauffacher.
Cet accord entre trois communautés situées dans ce qui forme de nos jours la Suisse primitive, a été considéré jusqu’au XIXe siècle comme l’acte fondateur de la Confédération des III cantons et reste de nos jours un élément important de l’imaginaire populaire.

## Récit
Un pacte fédéral proclamant l’alliance perpétuelle des trois communautés d'Uri, de Schwytz et d'Unterwald a bien été signé en 1291 mais il ne fut redécouvert que des siècles plus tard. Avant que ce pacte fédéral ne soit choisi comme pacte fondateur, le Serment du Grütli, situé par Aegidius Tschudi le mercredi avant la Saint-Martin de 1307, a longtemps joué ce rôle. Il est aujourd’hui considéré comme une légende mais, hors des ouvrages d’histoire, les deux pactes sont souvent confondus.
D’après la légende, les Habsbourg, devenus empereurs du Saint-Empire romain germanique, envoyaient des baillis arrogants chez les Waldstätten. Ainsi Hermann Gessler était devenu bailli d’Uri et Schwytz ; il s’établit au château de Küssnacht et fit construire une forteresse surnommée Zwing-Uri (ce qui signifie Dompte-Uri) où il n’hésitait pas à emprisonner les récalcitrants. Un second bailli, Landenberg s’installa à Sarnen, alors qu’un sous-bailli, Wœlfenschiess gouvernait depuis Stans.
Les vexations contre les habitants émanant des gouverneurs autrichiens ne manquaient pas, provoquant des actes de révolte de la part des paysans. Ainsi, cite-t-on l’histoire de la femme de Conrad Baumgartner, originaire d’Altzellen dans le futur canton d’Unterwald, qui se vit ordonner par Wœlfenschiess de passage dans le village de lui préparer un bain. Terrorisée, elle s’exécuta mais avertit son mari qui, ramassant du bois en forêt, revint à son domicile et tua le sous-bailli pendant sa toilette.
Au Melchtal, le bailli Landenberg désira châtier Henri an der Helde qui, très respecté par les paysans, les encourageait à la désobéissance. Il le condamna, à titre de représailles contre ses activités, à avoir ses bœufs saisis, ruinant assurément le paysan, afin de payer la lourde amende infligée à son fils Arnold pour un délit véniel. Un sbire du bailli tenta de s’emparer des animaux alors qu’Henri et Arnold labouraient. Il se serait écrié : « S’ils veulent manger du pain, que les paysans tirent eux-mêmes la charrue ! ». Arnold frappa de son bâton la main du valet qui s’était emparé des rênes et lui brisa deux doigts. Le jeune garçon, par peur du bailli, s’enfuit dans la région d’Uri et s’y cacha. Landenberg confisqua les biens d’Henri et lui creva les yeux.
La région de Schwytz n’était pas épargnée par la tyrannie des baillis. Ainsi Gessler, passant à Steinen, vit la maison de pierre nouvellement construite d’un riche paysan, Werner Stauffacher. L’interrogeant sur le propriétaire, ce dernier aurait répondu : « Elle appartient à monseigneur le roi ; c’est votre fief et le mien. » – « Je représente le roi, aurait répondu le bailli, et je ne veux pas que les paysans bâtissent sans ma permission des maisons et vivent en seigneurs. » Inquiète, la femme de Stauffacher convainquit son mari de se rendre à Uri afin de fédérer les bonnes volontés contre les baillis. Werner Stauffacher se rendit donc à Uri. Là, avec Walter Fürst et Arnold de Melchtal, ils décidèrent de se réunir secrètement sur la prairie du Grütli (ou Rütli) avec dix hommes chacun. À la nuit tombée, les trente-trois conjurés y prêtèrent le serment de libérer les trois vallées et de vivre ou mourir en hommes libres.
Ces épisodes sont légendaires et sont confondus et mélangés dans l’imaginaire populaire avec la signature du pacte fédéral d’août 1291.

## Dans la période moderne

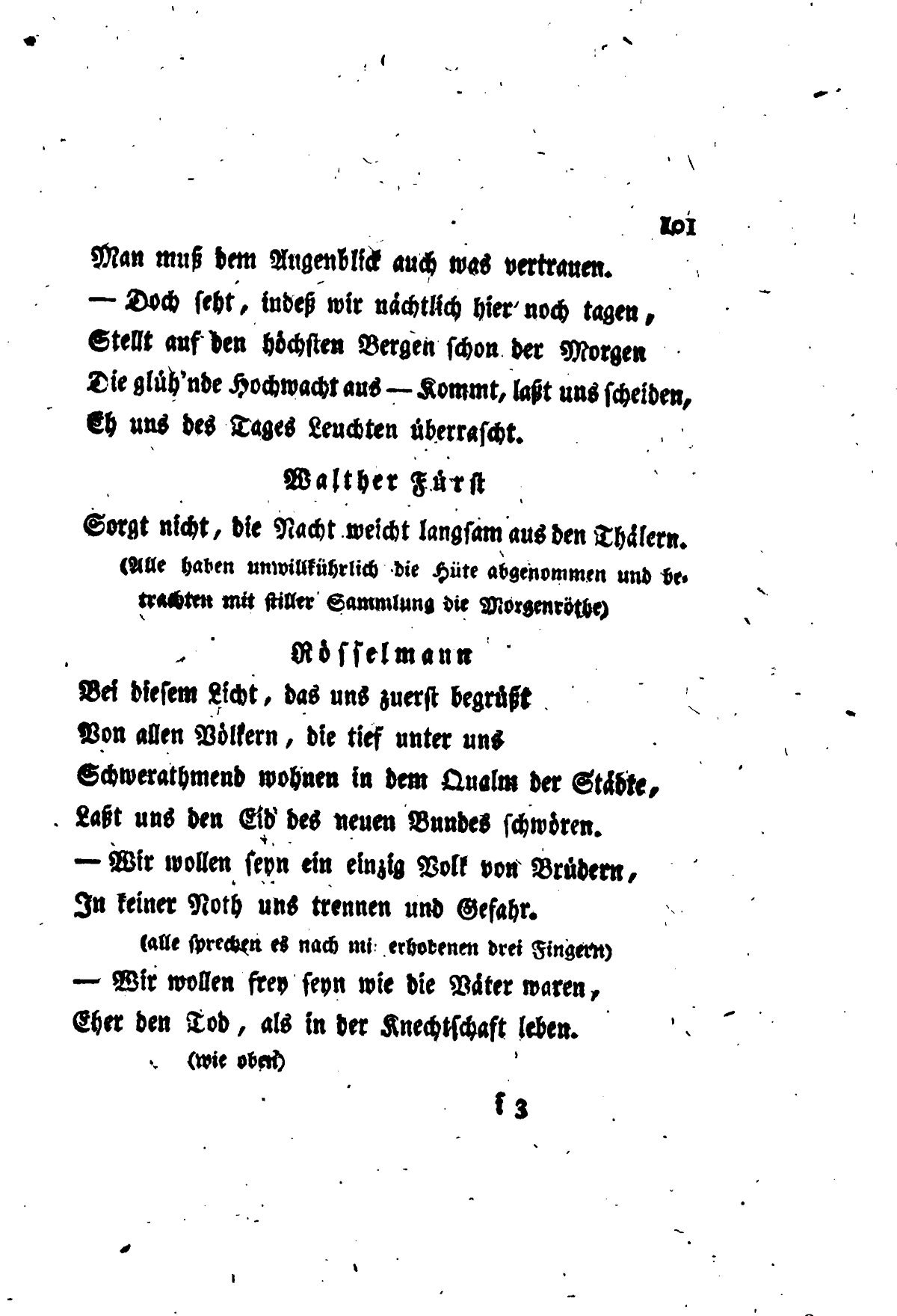
Guillaume Tell de Schiller.

Dans la pièce Wilhelm Tell de Friedrich Schiller, écrite en 1804, ce serment passé entre ces trois hommes prend place dans la maison de Walter Fürst à Altdorf. Il consiste en une promesse de se revoir le 1er août dans la prairie de Grütli et de ramener avec eux des hommes braves des trois cantons pour décider d'un plan d'action commun. Au sein des représentants de Unterwald était présents Konrad Baumgarten (de), un homme libre et riche qui avait tué, dans sa propre résidence, le sous-bailli Wœlfenschiess avec une hache afin de défendre sa femme Itta Baumgarten contre ce dernier qui avait fait intrusion, faisant suite à de nombreuses tentatives de s'approcher d'elle. D'autre part, Wilhelm Tell a refusé l'invitation à venir à Grütli car il avait pour conviction que le fort agit de son propre chef et était donc sceptique face aux actions communes.
La version la plus commune du Serment est sans aucun doute celle trouvée dans la pièce :
En allemand :

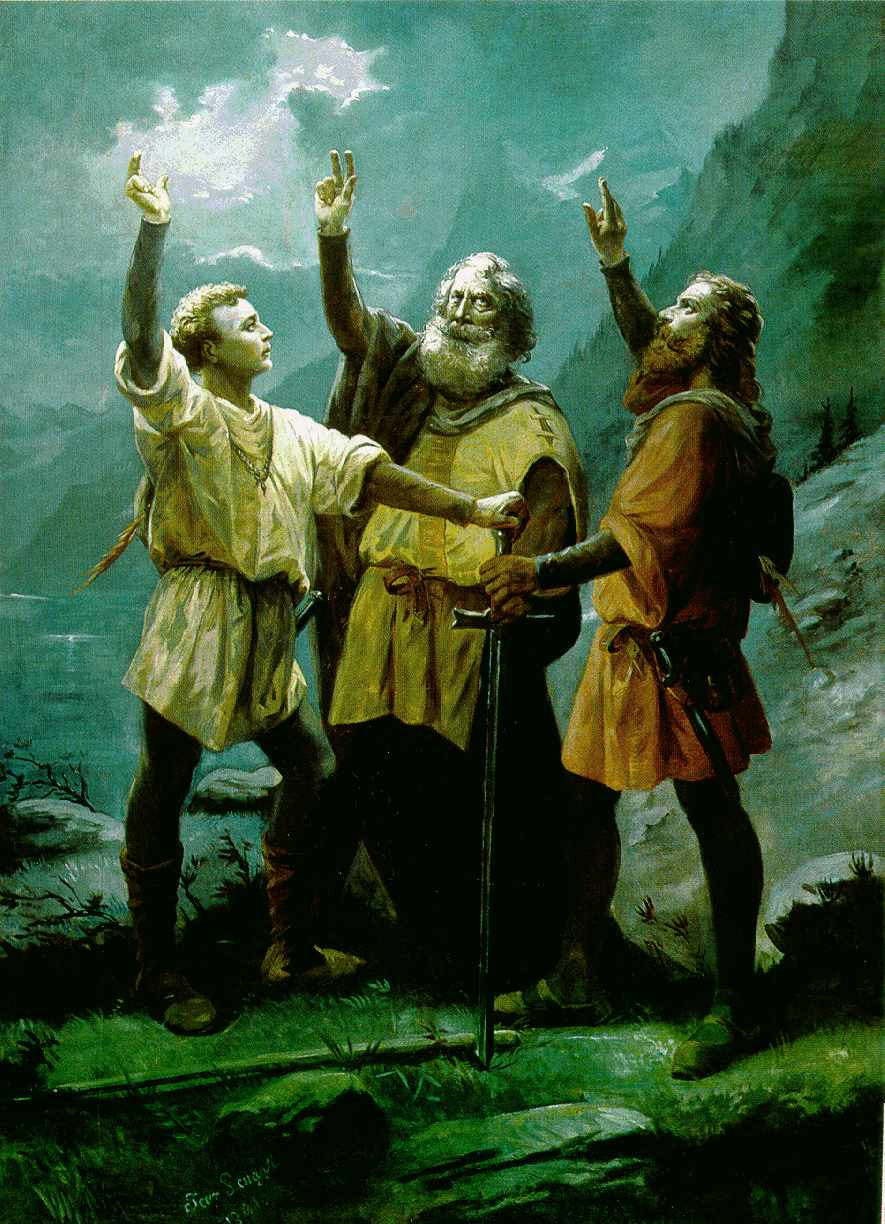
Jean Renggli : Le Serment de Grütli (Rütlischwur), huile sur toile, 1891.

"Wir wollen sein ein einzig Volk von Brüdern,               
in keiner Not uns trennen und Gefahr.                          
Wir wollen frei sein, wie die Väter waren,
eher den Tod, als in der Knechtschaft leben.
Wir wollen trauen auf den höchsten Gott
und uns nicht fürchten vor der Macht der Menschen."
Traduction approximative française :
"Nous voulons être un seul peuple de frères,
Ne jamais nous séparer dans le danger ou la détresse.
Nous voulons être libres, comme nos pères l'étaient,
Plutôt mourir que de vivre en esclavage.
Nous voulons croire en Dieu tout puissant,
Et ne jamais craindre la puissance de l'Homme."
Les trois Landamänner (chefs de canton) d'Uri, de Schwyz et d'Unterwald représentés dans la pièce de Schiller sont ceux qui ont historiquement exercé leurs fonctions en 1291, Werner von Attinghausen pour Uri, Konrad ab Yberg pour Schwyz et Konrad Baumgarten pour Unterwald.